# Hegemó d'Alexandria
Hegemó（grec antic: Ἡγήμων, llatí: Hegemon) fou un poeta èpic natural d'Alexandria de la Tròada que va celebrar en diversos poemes les victòries dels tebans sota la direcció d'Epaminondes a la batalla de Leuctra.
El citen Esteve de Bizanci, que dona el títol d'aquesta obra, La guerra de Leuctra entre els tebans i els lacedemonis, i Claudi Elià que parla de l'obra Δαρδανικα (Dardànica), escrita ἐν τοῖς Δαρδανικοῖς μέτροις ('en versos que usen els dàrdans').